# Broska
Broska  (ucraniano: Броска) es una localidad del Raión de Izmail en el Óblast de Odesa de Ucrania. Según el censo de 2001, tiene una población de 3704 habitantes.